# Charlie Ventura
Charlie Ventura (Philadelphia, 2 december 1916 – Pleasantville, 17 januari 1992) was een Amerikaanse jazz-saxofonist (tenor, sopraan, alt, bariton, bas).

## Carrière
Ventura was een van de protagonisten van de bop. Zijn motto was 'Bop for the people' en dat associeerde zich vaak met de zang van Buddy Stewart en Jackie Cain & Roy Kral. Zijn heimelijke liefde gold de bigbands. Zijn pogingen om een grote jazzformatie bij elkaar te houden, waren echter weinig succesvol.
Ventura speelde in New York onder andere met Dizzy Gillespie, Buddy DeFranco en Roy Eldridge in jamsessies. In 1942/1943 was hij bij Gene Krupa, daarna tot 1944 bij Teddy Powell en van 1944 tot 1946 weer bij Krupa, voordat hij in 1946/1947 een eigen bigband had. In januari 1946 speelde hij aan de zijde van Charlie Parker en Lester Young bij een van de eerste concerten van de reeks Jazz at the Philharmonic. Van 1947 tot 1949 werd hij als leider met Bop for the People bekend, die echter om economische redenen uiteindelijk alleen nog als septet konden optreden, onder andere met de altsaxofonist Boots Mussulli. In 1950/1951 leidde hij wederom een bigband. In 1951 vormde hij met Buddy Rich, Chubby Jackson en Marty Napoleon de Big Four. In 1952 was hij als trio met Gene Krupa op tournee in Japan. Met Krupa werkte hij ook nog tijdens de jaren 1960. Van 1958 tot 1961 was hij in Las Vegas.

## Discografie
- Bird and Pres – The ’46 Concerts Jazz at the Philharmonic (Verve, 1946)
- Classics
- Carnegie Hall Concert (Verve)
- Mosaic

### Compilatie
- The Complete Verve/Clef Charlie Ventura & Flip Phillips Studio Sessions (1951–54) (Mosaic, 1998) – 8 LP's of 6 CD's met Conte Candoli, Jimmy Wisner, Ace Tesone, Chick Keeny (= Louis Cicchini), Ralph Burns, Chubby Jackson, Betty Bennett, The Blentones, Marty Napoleon, Buddy Rich, Mel Tormé, Gene Kutch, Hank Jones, Bob Carter, Jo Jones, Dave McKenna, Sonny Igoe, Mary Ann McCall, Charlie Shavers, Kai Winding, Danny Bank, Lenny Hambro, Perry Lopez.

- Bibsys: 3006773
- Biblioteca Nacional de España: XX6468984
- Bibliothèque nationale de France: cb13900795k (data)
- CiNii: DA16607210
- Gemeinsame Normdatei: 134592026
- International Standard Name Identifier: 0000 0000 5513 9350
- Library of Congress Control Number: n91091996
- MusicBrainz: b724db7b-cb19-4b79-8c4b-1e7bf743b3fa
- Nationale Bibliotheek van Israël: 987007342373005171
- Nederlandse Thesaurus van Auteursnamen: 101350015
- Réseau des bibliothèques de Suisse occidentale: 02-A008777204
- SNAC: w69w127x
- Système universitaire de documentation: 25128669X
- Virtual International Authority File: 32184895
- WorldCat: E39PBJfGWbtJHD37hYcq96CG73